# Porębek
Porębek (deutsch Prömbock) ist ein Ort in der polnischen Woiwodschaft Ermland-Masuren. Er gehört zur Gmina Kętrzyn (Landgemeinde Rastenburg) im Powiat Kętrzyński (Kreis Rastenburg).

## Geographische Lage
Porębek liegt in der nördlichen Mitte der Woiwodschaft Ermland-Masuren, fünf Kilometer westlich der Stadt Kętrzyn (deutsch Rastenburg).

## Geschichte
Vor 1785 Prömbotken, nach 1785 Prömbeck genannt, wurde der kleine Ort 1785 als „adlig Vorwerk“ mit vier Feuerstellen erwähnt. 1820 waren es fünf Feuerstellen bei 46 Einwohnern bei 60 Einwohnern im Jahre 1885.
Zwischen 1885 und 1905 wurde der Gutsbezirk Prömbock aus dem zum Gutsbezirk Woplauken (polnisch Wopławki) gehörenden Vorwerk Prömbock gebildet, der somit dem Amtsbezirk Weitzdorf (polnisch Grabno) im ostpreußischen Kreis Rastenburg zugeteilt wurde.
Am 30. September 1928 schließlich erfolgte der Zusammenschluss des Gutsbezirks Prömbock und des Gutsbezirks Kotittlack  (polnisch Kotkowo) zur neuen Landgemeinde Kotittlack im Amtsbezirk Weitzdorf, der am 22. Juni 1929 in „Amtsbezirk Groß Neuhof“ umbenannt wurde.
Nach der Abtretung des gesamten südlichen Ostpreußen 1945 in Kriegsfolge an Polen erhielt Prömbock die polnische Namensform „Porębek“. Der Weiler ist heute „część wsi Filipówka“ (= „Teil des Orts Filipówka“) innerhalb der Landgemeinde Kętrzyn (Rastenburg) im Powiat Kętrzyński (Kreis Rastenburg), von 1975 bis 1998 der Woiwodschaft Olsztyn, seither der Woiwodschaft Ermland-Masuren zugehörig.

## Kirche
Bis 1945 war Prömbock in die evangelische Pfarrkirche Rastenburg in der Kirchenprovinz Ostpreußen der Kirche der Altpreußischen Union, außerdem in die römisch-katholische Kirche St. Katharinen in Rastenburg, Bistum Ermland, eingepfarrt.
Der Bezug zur Stadt Kętrzyn besteht katholischerseits auch heute noch, wobei die dortige Pfarrei jetzt zum Erzbistum Ermland gehört. Evangelischerseits ist Prębok zur Johanneskirche Kętrzyn ausgerichtet, die der Diözese Masuren der Evangelisch-Augsburgischen Kirche in Polen zugeordnet ist.

## Verkehr
Prębok liegt an einer Nebenstraße, die von Filipówka (Philippsdorf) über Kotkowo (Kotittlack) nach Linkowo (Schrengen) führt.
Die nächste Bahnstation ist Nowy Młyn (Neumühl (Ostpr.)) und liegt an der PKP-Linie 38: (Głomno–) Korsze–Białystok.